# Kenning
Als eine Kenning (altnordische Aussprache: [cʰɛnːɪŋg], moderne isländische Aussprache: [cʰɛnːiŋk], stammt von altnord. kenna „kennzeichnen“, Pl. Kenningar) wird in der altgermanischen, besonders der altisländischen Stabreimdichtung (Edda, Skalden) das Stilmittel einer poetischen Umschreibung (Paraphrase) einfacher Begriffe bezeichnet. Im Gegensatz zur eingliedrigen Heiti, etwa der Metapher vergleichbar, ist die Kenning eine mehrgliedrige bildhafte Beschreibung, die sich aus einfachen Wörtern zusammensetzt. Kenningar werden meist mit der altnordischen, später isländischen und altenglischen Dichtung in Verbindung gebracht.

## Etymologie
Das Wort stammt vom altnordischen Verb „kenna“ und bedeutet „kennen, erkennen, wahrnehmen, fühlen, zeigen, lehren“. Es kommt im Englischen noch in Begriffen wie „uncanny“ mit der Bedeutung „unnatürlich, unheimlich, übernatürlich“ vor. Altnordisch „kenna“, schwedisch „känna“, dänisch „kende“, norwegisch „kjenne“ oder „kjenna“ mit der Bedeutung „fühlen, kundtun, erkennen, kennen“ entspricht altenglisch „cennan“, altfriesisch „kenna“ oder „kanna“, altsächsisch „(ant)kennian“, mittelniederländisch und niederländisch „kennen“, althochdeutsch „chennan“, mittelhochdeutsch und neuhochdeutsch „kennen“, gotisch „kannjan“ mit der Bedeutung „bekanntmachen“ von protogermanisch „*kannjanan“ (kausatives jan-Verb).

## Aufbau einer Kenning
Man unterteilt eine Kenning prinzipiell in Grundwort (Stofnorð) und Bestimmungswort (Kenniorð), wobei beide Teile aus mehr als einem Wort bestehen dürfen. Das Grundwort ersetzt den zu umschreibenden Begriff durch ein nur bedingt zutreffendes Wort (z. B. „Baum“ für „Mann“). Erst das Bestimmungswort (z. B. „Kampf“) lenkt auf die ursprüngliche Bedeutung des Begriffes zurück und hebt damit gleichzeitig diese Eigenschaft hervor. So wird der Mann zum Kampfbaum.

## Vorkommen
Die Kenningar der altnordischen Preislieder erscheinen in ihrer Häufung und der sprachlichen Kühnheit ihrer Vergleiche dem nicht Eingeweihten gekünstelt, riefen aber beim aristokratischen Publikum ein Vorwissen an Mythen- und Sagenstoffen wach. Epische Genres wie Heldendichtung und Erzähllied nutzen die Kenning nicht. Sie wurde von der westgermanischen Dichtung übernommen, hier meist in Verbindung mit der Alliteration, und ist teilweise noch heute in der dichterischen Sprache produktiv.
Zur Rechtfertigung der Kenningar schrieb Jorge Luis Borges in einem Essay: „Das Bildzeichen Schulterblatt ist seltsam; doch nicht weniger seltsam ist der Arm des Menschen. Stellt man ihn sich als ein zweckloses Bein vor, das die Ärmellöcher der Weste ausstößt und das sich in fünf Zehen von peinlicher Länge auffasert, so wird man plötzlich gewahr, wie von Grund aus seltsam er ist. Die Kenningar diktieren uns dieses Erstaunen; sie lassen uns erstaunen über die Welt. Sie können zu jener hellen Verblüffung anleiten, die der Metaphysik einziger Ehrentitel, ihr Lohn und ihre Quelle ist.“

## Beispiele
- „Lindwurmlager“ für Gold
- „Thing [= Versammlung] der Waffen“ für Kampf
- „Walstraße“ für Meer
- „Wellenross“ für Schiff
- „Wundbiene“ für Pfeil
- „Himmelskerze“ für Sonne
- „Schwanenstraße“ für Fluss oder See
- „Bienenwolf“ (Beowulf) für Bär

Einige der von Borges in seinem Essay Die Kenningar (Übersetzt von Karl August Horst und Gisbert Haefs, enthalten in dem Band Niedertracht und Ewigkeit) aufgelisteten Beispiele:
Ersten Grades (nur ein Wort)
- „Bogenstärke“ für Arm
- „Brauenmonde“ für Augen
- „Lidersterne“ für Augen[2]
- „Stirnmonde“ für Augen[2]
- „Kinnbackenwald“ für Bart
- „Schwertwasser“ für Blut
- „Lauchtrunkschenkin“ für Bringerin des Mets[2]
- „Dunstroß“ für Erde
- „Tempelwolf“ für Feuer
- „hölzernes Pferd“ für Galgen
- „Bronze der Zwietracht“ für Gold
- „Schulterklippe“ für Kopf
- „Rabenwonne“ für Krieger
- „Kampfgänse“ für Pfeile
- „Schwertersturm“ für Schlacht
- „Taschenschnee“ für Silber
- „Wolfsweizen“ für einen Toten
- „Kummertau“ für Tränen
- „Riffe der Worte“ für Zähne

Zweiten Grades (aus einem einfachen Grundwort und einer Kenning gebildet)
- „Der Weizen der rotleibigen Schwäne“ für Leichnam

Dritten Grades (nur durch die damalige Mythologie zu erklärende Kenningar)
- „Das Verderben der Zwerge“ für Sonne

## Moderne Beispiele
- „Brüllbesen“ für Staubsauger
- „Drahtesel“ für Fahrrad
- „Feuerwasser“ für stark alkoholisches Getränk
- „Feuerstuhl“ für Motorrad
- „Feuerross“ für Dampflokomotive
- „Gesichtserker“ für Nase
- „Stubentiger“ für Hauskatze
- „Liebesgrotte“ für Vagina
- „Zeiteisen“ für Uhr
- „Nasenfahrrad“ für Brille
- „Stahlgewitter“ für Schlacht
- „Rentner-Bravo“ für Apotheken Umschau